# Карапетян, Владимир Владимирович
Карапетян Владимир Владимирович (арм. Վլադիմիր Կարապետյան; 5 июля 1969, Ереван, Армянская ССР) – армянский дипломат. Чрезвычайный и Полномочный Посол Армении.

## Биография
В 1993 году окончил факультет востоковедения Ереванского госуниверситета.
С начала 1995 года – на дипломатической работе.
В 1995-1996 годах – атташе в Департаменте СНГ, Отделе стран СНГ МИД Армении. В 1996-1997 годах – третий, затем второй секретарь Посольства Армении на Украине.
В 1997-1998 годах – исполняющий обязанности руководителя отдела стран СНГ МИД Армении. В 1998-1999 годах – руководитель отдела стран СНГ МИДа.
В 1999-2001 годах – руководитель отдела НАТО, отдела по безопасности и контролю над вооружением МИДа. В 2000 году окончил курс международных исследований Джорджа Маршалла и исследований безопасности «Лидеры 21 века».
В 2001-2004 годах – советник Посольства Армении в Грузии. В 2004-2006 годах – руководитель отдела по связям со СМИ МИД Армении. В 2006-2008 годах – Представитель Министерства иностранных дел, директор Департамента прессы и информации Министерства.
В 2006 году окончил колледж обороны НАТО.
В 2008-2013 годах – член партии «Армянский национальный конгресс», сотрудник по зарубежным связям, в 2013 – 2019 годах – Председатель Комитета по зарубежным связям партии.
В 2019-2020 годах – Пресс-секретарь Премьер-министра Армении.
С августа 2021 года – Чрезвычайный и Полномочный посол Армении на Украине. С мая 2023 года – Чрезвычайный и Полномочный Посол Республики Армения в Республике Молдова по совместительству.

## Семейное положение
Женат, имеет двух сыновей и дочь.